# 華盛頓山站
華盛頓山站（英語：Mount Washington station）為巴爾的摩輕軌的車站之一，也是巴爾的摩市範圍內最北端的輕軌車站。本站位於華盛頓山史蹟區內，車輛僅能沿一條狹窄的單行道抵達本站。
有83個停車位供通勤旅客使用。先前曾有關於鄰近的購物中心顧客可能使用本站停車場以規避收費停車的討論，但平常日在購物中心開始營業前停車場通常就已經停滿了。
本站附近有27、58、60號線行經。
站址先前是北方中央鐵路的華盛頓山站。本站於1992年開始營業時只有單線，2005年輕軌的雙線化工程完工以後才有雙線。

## 外部連結
- Schedules
- Station from Google Maps Street View